# Szkoła Laboratorium w Toruniu

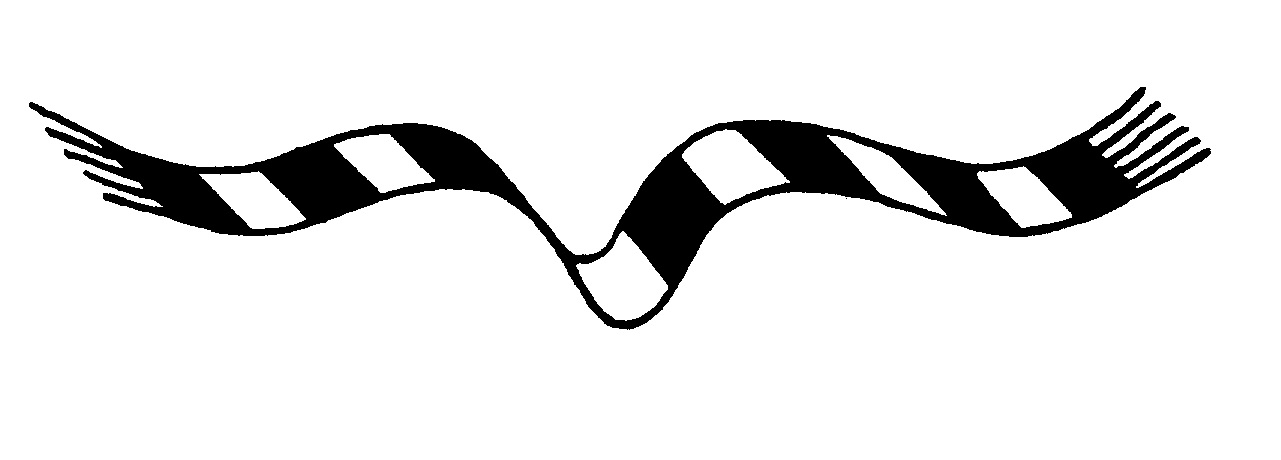
Biało-czarny szal stanowiący logo Szkoły Laboratorium

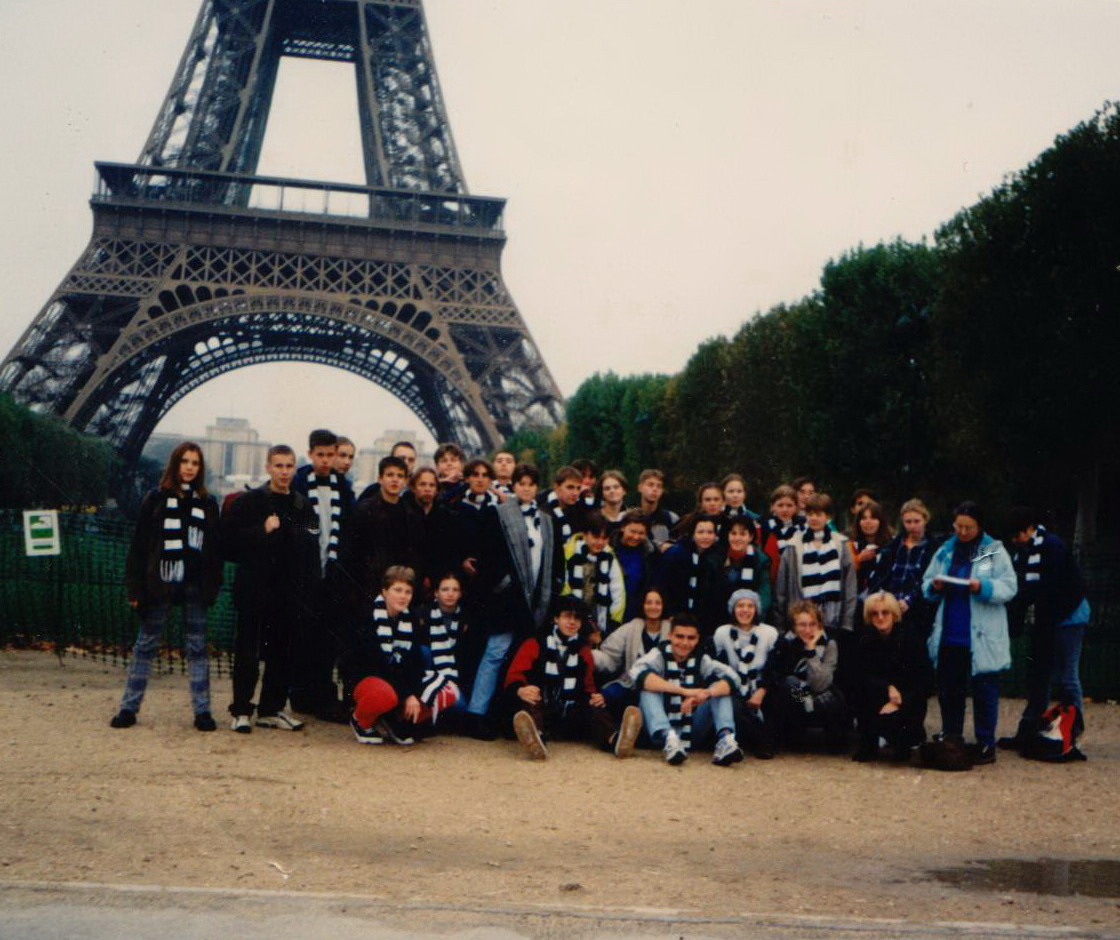
Biało-czarny szal jako element garderoby uczniów

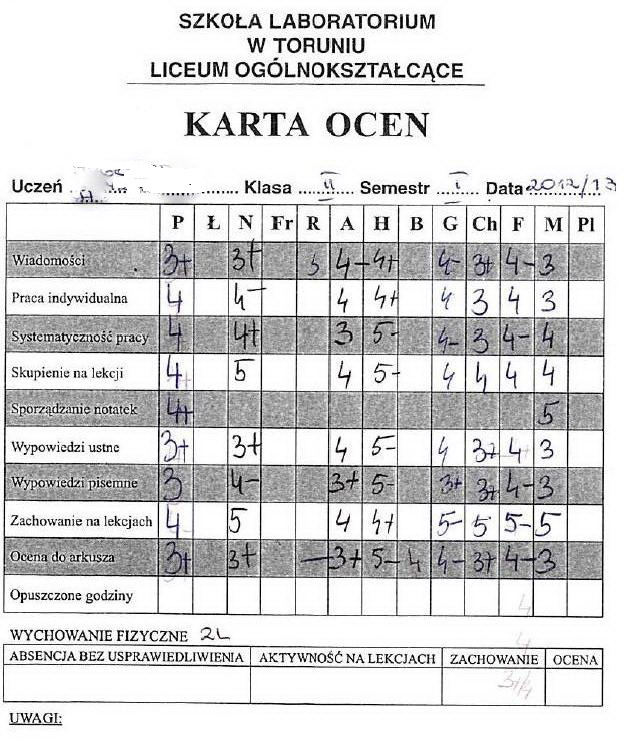
Autorska karta ocen

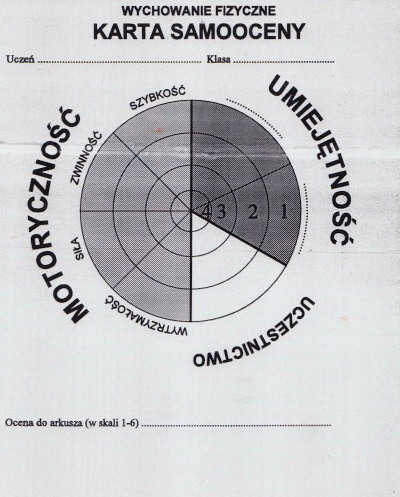
Autorska karta ocen z wychowania fizycznego

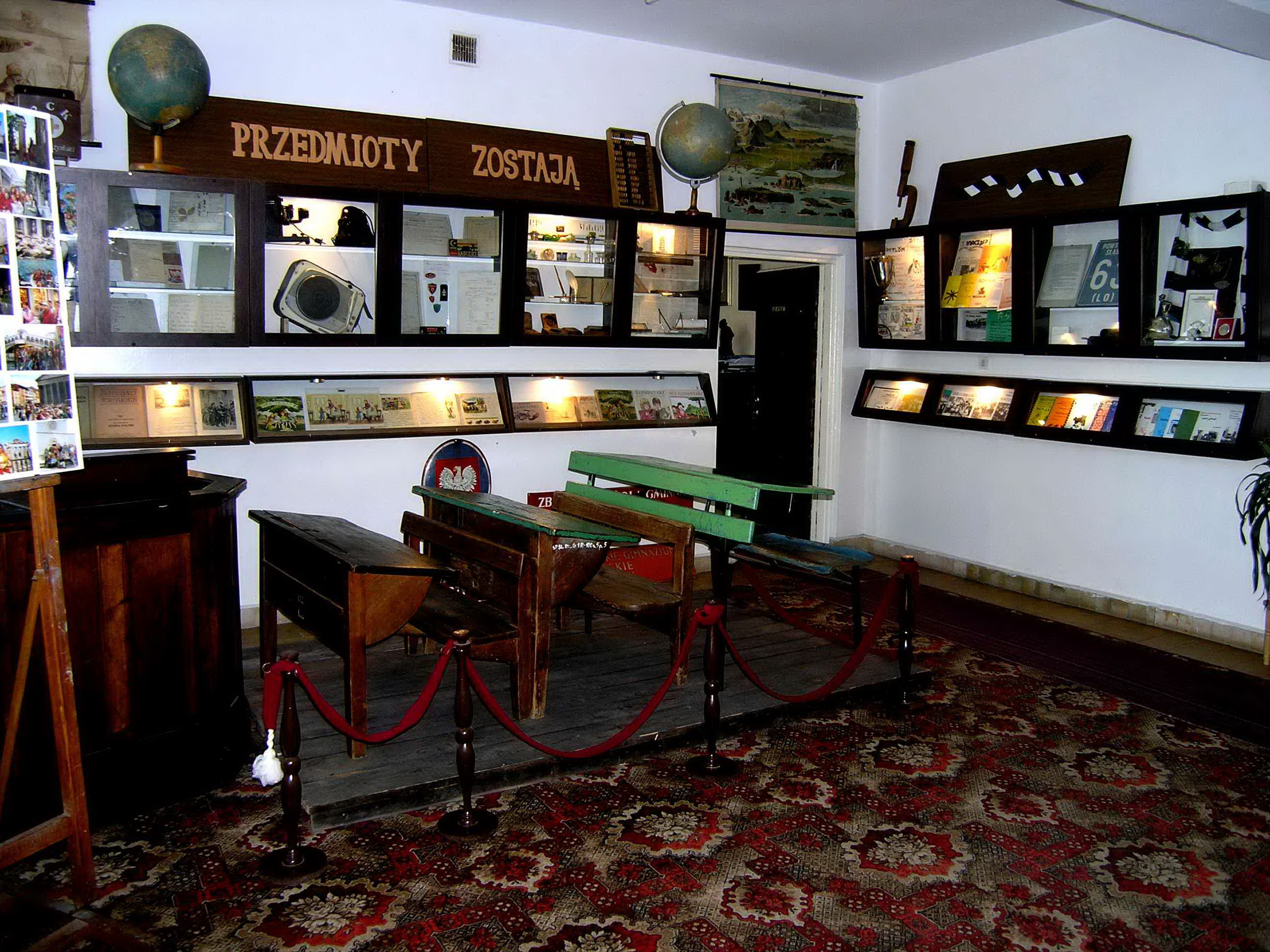
Muzeum szkolne

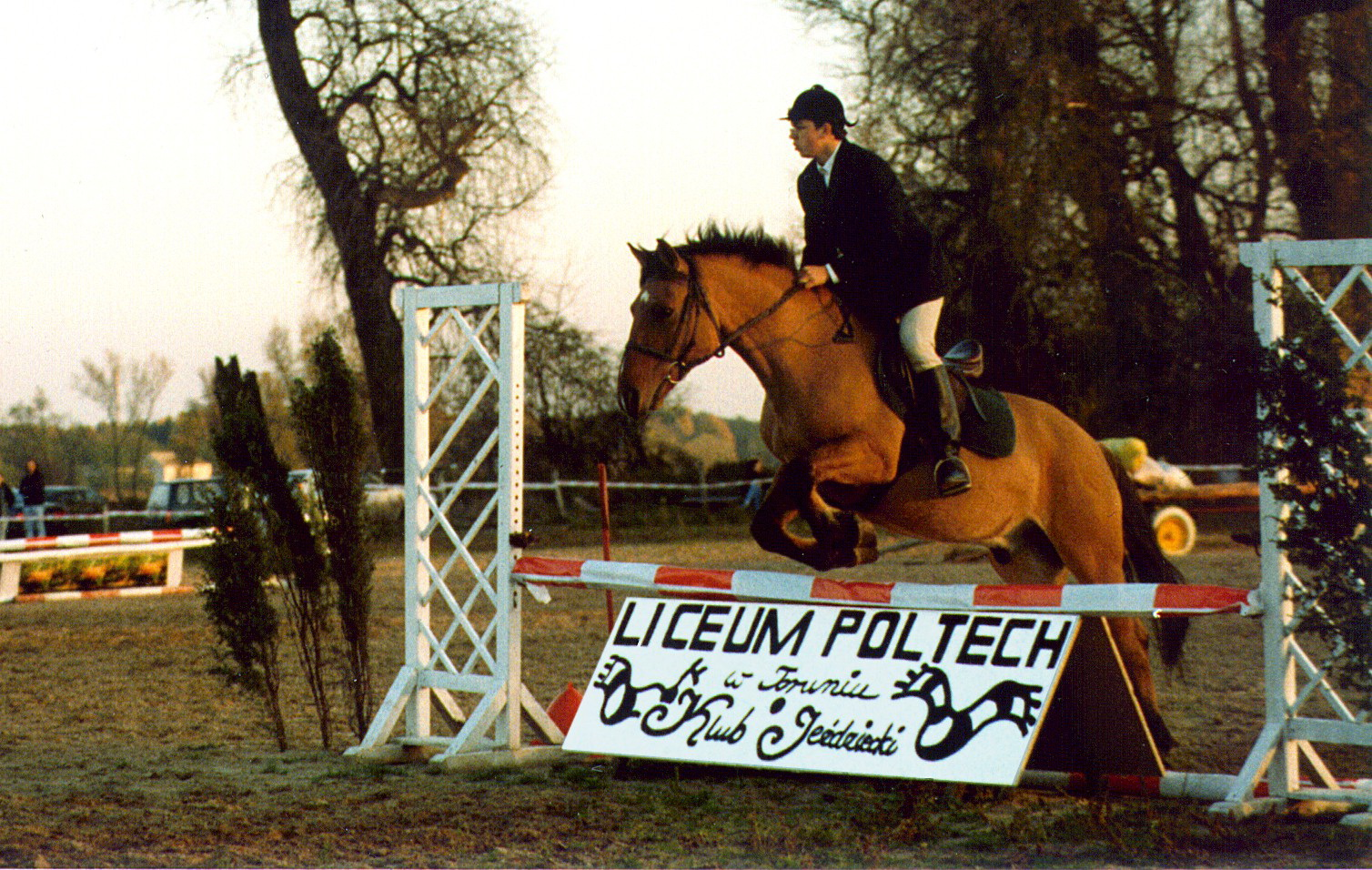
Jeździectwo było dominującym elementem wychowania fizycznego

Szkoła Laboratorium w Toruniu – niepubliczna placówka edukacyjna istniejąca w latach 1989–2014 w Toruniu. Pierwsza społeczna szkoła zarejestrowana po 1989 roku pod nazwą Społeczne Liceum Ogólnokształcące Poltech; w 1999 roku szkoła zmieniła nazwę na Szkoła Laboratorium Gimnazjum i Liceum Ogólnokształcące.
Założona przez Aleksandra Nalaskowskiego i grupę jego przyjaciół przy udziale biznesmenów – Stanisława Baranowskiego i Makarego Wiskirskiego, właścicieli Fabryki Mebli „Poltech”. Rozwiązana w 2014 roku decyzją dyrektora Aleksandra Nalaskowskiego.

## Uczniowie
Szkoła Laboratorium wykształciła ponad 600 absolwentów. Zdawalność matur (tzw. starych i nowych) osiągnęła pułap 99,8%. Wśród jej wychowanków znajdują się absolwenci najbardziej prestiżowych uczelni w kraju i na świecie m.in. Uniwersytetu Mikołaja Kopernika, Uniwersytetu Warszawskiego, Uniwersytetu Jagiellońskiego, Szkoły Głównej Handlowej, Szkoły Głównej Gospodarstwa Wiejskiego, Akademii Pedagogiki Specjalnej, Akademii Teatralnej, Wyższej Szkoły Morskiej, a także University of Birmingham, Sorbona, University of Illinois.
Wśród absolwentów Szkoły Laboratorium znajduje się:
- 30 doktorów i 6 doktorów habilitowanych.
- 3 stypendystów Fulbrighta w USA.
- 3 uczniów, którzy w przedostatniej klasie LO rozpoczęli studia na uniwersytecie by po pierwszym roku, po zdaniu matury, zostać studentami drugiego roku. Wszyscy z nich uzyskali następnie stopień doktora.
- Wielu mistrzów sportu takich jak: Krzysztof Kowalski - drużynowy mistrz Polski w szpadzie, Tomasz Nowak – gokartowy mistrz Polski, Ada Czarnecka, Zuzanna Paluszyńska, Stanisław i Filip Nalaskowscy – mistrzowie regionu w jeździectwie, Łukasz i Paweł Przedpełscy[4] – żużlowcy, Aleksander Ziółkowski – mistrz Polski w bowlingu, jak również Maciej Sobociński[5] – reżyser teatralny i telewizyjny, scenograf, absolwent reżyserii PWST w Krakowie czy Olaf Popkiewicz –  archeolog i twórca programów telewizyjnych "Poszukiwacze historii".

## Nauczyciele
Trzon kadry nauczycielskiej stanowiła grupa pedagogów blisko zaprzyjaźnionych ze sobą i wyznających wspólne ideały wychowawcze. Uzupełnianie grona następowało na zasadzie rekomendacji udzielanych przez członków trzonu kadry, co miało gwarantować kompetencje nowych nauczycieli.

## Koncepcja
W wyniku kilkuletniej ewolucji, koncepcja szkoły oparła się na realizacji pedagogii źródeł, która zakładała wchodzenie w określoną przestrzeń epistemologiczną. W odróżnieniu od zasady poglądowości, nie była ona więc jedynie biernym oglądaniem przestrzeni z pozycji obserwatora. Była połączeniem twardej, opartej na założeniach Fryderyka Herbarta dydaktyki - połączonej z jednoznaczną dyscypliną - z miękkimi działaniami poznawczymi opartymi na licznych wyjazdach, wyprawach i wyjściach ze szkoły. W całej historii szkoły odbyło się prawie 50 wyjazdów zagranicznych i ponad 100 wycieczek krajowych. Każdy rocznik uczniów poznawał Gdańsk, Kraków, Warszawę, a także Szczecin/Wrocław i Podlasie. Szkoła nie organizowała przedsięwzięć czysto rekreacyjnych jak biwaki czy rajdy.
Zamiast prostej realizacji tzw. poglądowości nauczania, koncepcja Szkoły Laboratorium zakładała tworzenie okazji do samodzielnego przeżywania procesów, zjawisk, obiektów w miejscu ich zaistnienia. Okazje te to na przykład: inscenizacja „Świtezianki” nad jeziorem Świteź, czytanie „Pana Tadeusza” w dworku Mickiewiczów w Nowogródku, inscenizacja taktyki bitwy pod Grunwaldem na polach grunwaldzkich, inscenizowanie scen z młodopolskich opisów Boya-Żeleńskiego, deklamacja fragmentów „Hamleta” w Elsynor czy poznawanie historii zespołu The Beatles na Abbey Road w Londynie.
Ważnym elementem pedagogii źródeł były spotkania z zaproszonymi gośćmi. Byli nimi m.in. prez. Ryszard Kaczorowski, prof. gen. Elżbieta Zawacka, o. Leon Knabit, Jan Pospieszalski, zespół Republika i prawie 100 innych osób.
Dydaktyka szkolna opierała się na nauczaniu w dziesięcioosobowych klasach po około 45 godzin w tygodniu. Nauczano w systemie blokowym: przedmioty wykładane zwyczajowo raz w tygodniu (fizyka, chemia, geografia, historia, biologia) w Szkole Laboratorium były prowadzone przez jeden miesiąc w każdym semestrze po dwie godziny codziennie.
Innowacyjne rozwiązania stosowane w szkole to m.in.: autorska karta ocen (także z wychowania fizycznego), brak wychowawców, elastyczny czas lekcji (nie było dzwonków), brak dzienników, świadectw (oprócz świadectw dojrzałości), codzienne wspólne drugie śniadanie (w pewnym okresie również obiad), etc.
Logo szkoły, zaprojektowane przez prof. Witolda Chmielewskiego, stanowił biało-czarny szal, będący jednocześnie elementem garderoby uczniów.
W szkole istniało małe muzeum przedmiotów szkolnych, zawierające kolekcje kałamarzy, stalówek, przyborów szkolnych, piórników, zeszytów, a także autentyczna katedra uniwersytecka czy ławki szkolne z lat pięćdziesiątych. Unikatem była wystawa wszystkich wydań elementarza Mariana Falskiego.
W szkole obowiązywał całkowity zakaz żucia gumy, spóźniania się, wagarów. Przy uporczywym łamaniu tych zakazów można było ucznia relegować ze szkoły. W przypadku kradzieży, picia alkoholu czy użycia narkotyków relegowanie następowało natychmiast.

## Religia
Szkoła miała własny program wychowania religijnego. Były to nie tylko lekcje religii, ale także coroczne pielgrzymki jasnogórskie, szkolne rekolekcje i Msze św. (zawsze organizowane w szkole), spotkania z duchownymi. W okresie Wielkiego Postu każdy z uczniów przez trzy dni pracował w hospicjum.

## Sport
Sport w Szkole Laboratorium był niezwykle ważnym elementem wychowania. Zajęcia z wychowania fizycznego odbywały się cztery razy w tygodniu, wspólnie oraz w sekcjach. Autorem koncepcji wychowania fizycznego był prof. dr hab. Piotr Błajet. Zajęcia w sekcjach zdominowane były przez jeździectwo oparte na wzorcach przedwojennego Centrum Wyszkolenia Kawalerii w Grudziądzu. Co roku z końcem sierpnia odbywały się Manewry Kawalerii Szkolnej.